# Asgard (maxi-single)
Asgard este un maxi-single al formației Phoenix, apărut în luna mai a anului 2014. Denumirea materialului este convențională, numele fiind luat după una din piesele pe care le conține. Discul a apărut în ediție limitată, fiind vorba de un material promoțional.

## Prezentare
Cele patru piese pe care le conține reprezintă primele înregistrări noi realizate de formație după anul 2008, de la albumul Back to the Future..., și primele înregistrări în care alături de Nicu Covaci nu se mai găsește nici un component din anii '70, după plecarea lui Ovidiu Lipan Țăndărică în 2012. De asemenea, apariția acestui maxi-single marchează cooptarea în formație a solistului vocal Costin Adam.
„La sfârșitul anilor '70, când am fost părăsit de cei pe care i-am făcut oameni liberi cu riscul vieții, clubul «Asgard» m-a scos din impas și mi-a dat încredere din nou în mine și în muzica mea... Am învățat cu adevărat ce înseamnă «unul pentru toți și toți pentru unul». Ca semn de apreciere pentru gestul lor, am compus și le-am dedicat acest imn. ”—Nicolae Covaci

## Piese
1. Vino, Țepeș!
2. Asgard
3. Nevermind
4. Nunta

Muzică: Nicolae Covaci

Versuri: Nicolae Covaci (1); Paul Jellis (2, 3); Victor Cârcu (4)

## Componența formației
- Nicolae Covaci – chitară, vocal
- Costin Adam – vocal
- Dan Albu – chitară, voce de fundal
- Volker Vaessen – chitară bas
- Dzidek Marcinkiewicz – claviaturi, voce de fundal
- Sergiu Corbu Boldor – vioară, blockflöte, voce de fundal
- Ionuț Micu – baterie